# Insurgentes, Zacapoaxtla
Insurgentes är en ort i Mexiko.   Den ligger i kommunen Zacapoaxtla och delstaten Puebla, i den sydöstra delen av landet, 170 km öster om huvudstaden Mexico City. Insurgentes ligger 1 848 meter över havet och antalet invånare är 294.
Terrängen runt Insurgentes är lite bergig. Runt Insurgentes är det ganska tätbefolkat, med 129 invånare per kvadratkilometer. Närmaste större samhälle är Tatoxcac, 1,1 km nordost om Insurgentes. Omgivningarna runt Insurgentes är en mosaik av jordbruksmark och naturlig växtlighet.